# 马棚街道
马棚街道是中华人民共和国江苏省扬州市高邮市下辖的一个街道办事处。
2013年8月15日，江苏省人民政府批复同意撤销马棚镇，以原马棚镇行政区域和龙虬镇所辖奥林、双庙、佛塔3个村委会区域设立马棚街道办事处。街道办事处驻凌波路30号。

## 行政区划
马棚街道下辖以下村级行政区划单位：
金塘社区、塔院村、东湖村、钱厦村、阳沟村、东墩社区、高沙园社区、花王村、杨桥村、腰圩村、佛塔村、昌农村、灯塔村、文游村、清水潭村、北太平村、奥林村和双庙村。